# Carl von Holten

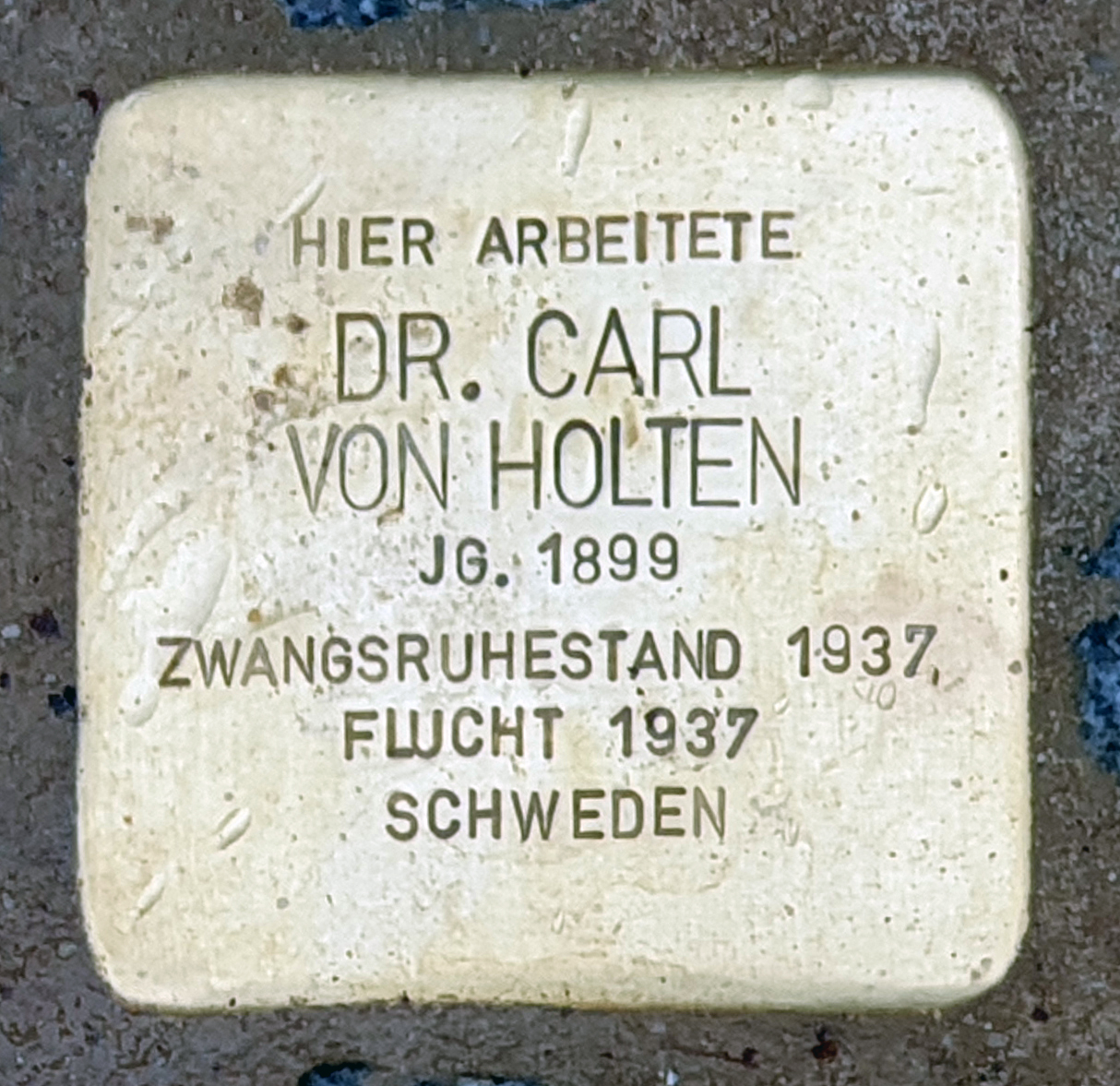
Stolperstein am Haus, Wilhelmstraße 92, in Berlin-Mitte

Carl von Holten (eigentlich Karl Georg Heinrich von Holten; * 26. Juli 1899 in Hamburg; † 29. Juni 1991) in Schweden, war ein deutscher Diplomat.

## Biografie
Nach dem Abitur an der Gelehrtenschule des Johanneums in Hamburg studierte er Rechtswissenschaften an der Universität Heidelberg und der Universität Hamburg. Er war Mitglied des Corps Guestphalia Heidelberg und verließ dieses 1934 nach Aufforderung seiner Corpsbrüder wegen seiner jüdischen Großmütter.  Von Holten trat nach dem Bestehen der beiden juristischen Staatsexamen und der Promotion zum Dr. iur. 1925 in den Diplomatischen Dienst ein.
Nach Verwendungen in der Zentrale des Auswärtigen Amtes in Berlin sowie bei der Gesandtschaft in der Schweiz war er zwischen 1927 und 1937 Mitarbeiter beim Generalkonsulat in Kattowitz. 1937 siedelte er nach Schweden über und wurde zunächst in den Wartestand und 1942 in den Ruhestand versetzt.
Nach dem Ende des Zweiten Weltkrieges war er zwischen 1945 und 1950 Mitarbeiter des Büros für deutsche Angelegenheiten im Außenministerium in Schweden. Nach seiner Rückkehr nach Deutschland trat er 1950 wieder in den Diplomatischen Dienst ein und fand zunächst bis 1955 Verwendung an der Botschaft in Dänemark. Anschließend war er zwischen 1955 und 1959 Generalkonsul in Amsterdam.
Zuletzt wurde er im September 1959 als Nachfolger von Kurt Oppler zum Botschafter in Norwegen ernannt. Dieses Amt übergab er nach seinem Eintritt in den Ruhestand 1964 an Heinrich Böx.
Am 5. November 2021 wurde vor dem ehemaligen deutschen Außenministerium, Berlin-Mitte, Wilhelmstraße 92, ein Stolperstein für ihn verlegt.